# Droits de l'homme à Singapour
Le gouvernement de Singapour possède des pouvoirs étendus lui permettant de limiter les droits des citoyens et inhiber l'opposition politique. En 1999, Singapour était classée 133e sur 175 nations dans le classement du Worldwide Press Freedom Index établi par Reporters sans frontières. Les notes du Freedom in the World 2006 de Singapour sont de 5 sur 7 pour la liberté politique et de 4 sur 7 pour les libertés civiles (où 1 correspond au maximum de liberté), pour une note totale qualifiée de « partiellement libre » (« partly free »).

## La Loi de Sécurité Intérieure
L'Internal Security Department, dépendant du ministère de l'Intérieur, met en application la Loi de Sécurité Intérieure (Internal Security Act ou ISA) visant à contrer l'espionnage, le terrorisme international, les menaces sur l'harmonie raciale et religieuse et la subversion.
L'ISA permet la détention sans limitation de durée, ni inculpation officielle ou recours à un procès. Elle a été utilisée pour emprisonner des opposants politiques tels que Chia Thye Poh, qui a passé 32 années en prison sans procès avant d'être relâché. En 2005, 36 personnes étaient en détention par application de cette loi.

## Droits de l'Homme dans le cadre du droit national

### Droit à la vie, peine capitale
Singapour applique la peine capitale par pendaison et, selon Amnesty International, possède le plus fort taux d'exécutions par habitant. Le gouvernement remet en cause les affirmations d'Amnesty International et nie le fait que son application de la peine de mort constitue une violation des droits de l'Homme. Singapour s'oppose à l'euthanasie.
À Singapour la peine de mort est systématique pour le meurtre au premier degré et pour la possession de plus 15g d'héroïne (sous la forme pure), ce qui est considéré comme une preuve de trafic de drogue.
Amnesty International note que 400 criminels ont été pendus entre 1991 et 2003 pour une population totale de 5 millions d'habitants. Le gouvernement affirme que le trafic de drogue est l'un des crimes les plus graves, car Singapour est particulièrement vulnérable à la menace de la drogue du fait de sa petite taille et de sa proximité du triangle d'or. Le gouvernement affirme aussi que Singapour n'applique pas la peine capitale de façon légère et l'utilise uniquement dans les cas les plus graves. Le gouvernement affirme que grâce à la sévérité de sa politique, Singapour a la plus faible prévalence de toxicomanie pour une série de drogues dures et douces.

### Liberté d'expression et d'association
Le gouvernement a restreint la liberté d'expression et de la presse et a limité d'autres droits civils et politiques. La censure de contenus à caractère sexuel, politique ou sensibles d'un point de vue racial ou religieux est importante.
À Singapour, la loi Public Order Act 2009 rend l'obtention d'un permis de police obligatoire pour tout rassemblement ou procession en extérieur. Sans permis de police, ces rassemblements à l'extérieur sont illégaux. Néanmoins, les assemblées à l'intérieur des bâtiments sans permis de police sont autorisées. Le seul endroit de Singapour situé à l'extérieur où de tels rassemblements peuvent se passer de permis de police est le Speaker's Corner, créé à l'image de celui de Hyde Park. Cependant, il faut néanmoins inscrire ses données personnelles en ligne auprès du National Parks Board pour pouvoir parler ou protester au Speakers' Corner. De plus de nombreuses caméras de surveillance sont installées dans le parc, une situation dont certains Singapouriens et parlementaires singapouriens se plaignent,.
La pression du gouvernement pour l'application de ses normes a entraîné la pratique d'autocensure chez les journalistes. Selon Amnesty International, en 2010, les lois ont été durcies pour les libertés d'expression et de rassemblement et utilisées contre les critiques et les activistes de l'opposition. Des poursuites ont été engagées par les autorités à l'encontre de dissidents. Des opposants au gouvernement et des défenseurs des droits de l'Homme ont néanmoins tenu des assemblées publiques.
En 2010 à Singapour, le journaliste britannique Alan Shadrake a été déclaré coupable d'outrage et de l'infraction scandalizing the court in Singapore à cause de la publication de ses opinions sur le système de justice criminelle du pays. Il a écopé d'une peine de six semaines de prison et d'une amende de 20 000 dollars.

### Service national
Tous les individus  de sexe masculin, qu'ils soient citoyens ou résidents permanents de la seconde génération, doivent faire le service national dès qu'ils ont atteint l'âge de 18 ans. Ils sont enrôlés pour une durée de 22 à 24 mois en tant qu'« appelés nationaux à temps plein » dans les forces armées de Singapour, les forces de police ou la défense civile.

## Discriminations

### Droits LGBT
Une loi de Singapour datant de 1938 (Penal Code, s. 377A) interdit les relations sexuelles entre deux hommes, mais aucune poursuite pour des activités sexuelles en privé n'a eu lieu depuis 1999[réf. souhaitée]. Depuis le rassemblement de mai 2009 au Speakers' Corner, des défenseurs des droits des homosexuels ont participé aux rassemblements annuels Pink Dot SG dans le parc du Speakers' Corner sans que les autorités n'interviennent. L’événement de 2009 a été considéré comme assez important pour figurer dans les rapports de 2009 du département d'état américain pour les droits de l'Homme paru le 11 mars 2010.

### Travailleurs immigrés
Selon Amnesty International, en 2009, le quart de la population de Singapour était constitué d'immigrés. 
La loi de 2009 sur l'emploi des travailleurs étrangers (Employment of Foreign Workers Act) exclut les employés domestiques. Singapour ne procure aucune protection pour les travailleurs domestiques étrangers que ce soit durée légale de travail, jours de repos, salaires minimums ou accès aux prestations de chômage. Les frais de recrutement des employés de maison peuvent monter jusqu'à 40 % du salaire du travailleur pour un contrat de deux années. Jusqu'à la fin 2010, le gouvernement de Singapour a refusé de réguler les frais de recrutement.
En 2010, deux immigrés de Birmanie, après 11 années de travail sur le sol singapourien, n'ont pas reçu le renouvellement de leur permis de travail à la suite de leur soutien actif au mouvement pro-démocratique birman de la ligue nationale pour la démocratie.

### Trafic d'êtres humains
Le rapport américain Trafficking in Persons de 2009 a listé Singapour dans la catégorie de niveau 2: Pays ne faisant pas assez d'effort contre le trafic d'êtres humains. Des femmes victimes de la traite arrivent à Singapour pour servir d'employées de maison ou à la prostitution.

### Droits des femmes à Singapour
Les droits des femmes et principalement des femmes musulmanes ont beaucoup évolué dans les années 1950 et 1960 grâce à l'intervention de Khatijun Nissa Siraj.

## Législation

### Châtiments corporels
Singapour emploie les châtiments corporels sous la forme de coups de canne pour de nombreuses infractions pénales à condition qu'elles soient commises par des hommes de moins de 50 ans. Ces châtiments sont obligatoires dans le cas de 30 infractions. Certains observateurs internationaux tels qu'Amnesty International, maintiennent que les châtiments corporels sont contraires aux droits de l'Homme. Les coups de canne ne sont jamais infligés seuls mais s'accompagnent toujours d'une peine d'emprisonnement. De plus, une condamnation à recevoir des coups de canne ne peut pas être accompagnée en même temps par la peine de mort. De ce fait, les prisonniers condamnés à mort et dont la peine n'a pas été commuée ne peuvent pas recevoir de coups de canne. 
Trois coups de canne au moins sont systématiquement administrés accompagnés d'une peine minimale de 3 mois de prison dans le cas de travailleurs étrangers qui restent plus de trois mois au-delà de leur période de séjour légal. Le gouvernement affirme que cela est nécessaire pour décourager les infractions potentielles aux lois sur l'immigration car Singapour est une destination attractive pour l'immigration illégale. L'expérience d'avant 1989 aurait montré que l'emprisonnement seul ne parviendrait pas la décourager : les personnes restant longtemps au-delà de leur période de séjour légal et ne pouvant pas travailler de façon légale poseraient prétendument des problèmes sociaux et pourraient se tourner vers des activités criminelles.
Les châtiments corporels sont aussi utilisés pour un certain nombre d'infractions à caractère sexuel, à l'encontre des émeutiers, pour punir la possession d'armes, les violences de toute sorte, usage illégal de drogue et pour vandalisme sur les biens publics. Les membres des forces armées sont passibles d'une forme moins grave de coups de canne en cas de non-respect de la discipline militaire.
L'internement sans procès a été utilisé pour lutter contre l'espionnage, le terrorisme, le crime organisé et le narcotrafic.

## Accords internationaux
Selon Amnesty International, Singapour a signé les accords internationaux sur les droits de l'Homme suivants:
- la convention sur l'élimination de toutes les formes de discrimination à l'égard des femmes,
- la convention relative aux droits de l'enfant (CIDE),
- le Protocole facultatif à la CIDE concernant l’implication d’enfants dans les conflits armés en 2008.

En 2010, Singapour n'a toujours pas signé les accords suivants:
- le pacte international relatif aux droits civils et politiques (PIDCP),
- le second protocole facultatif du PIDCP, interdisant la peine de mort,
- le pacte international relatif aux droits économiques, sociaux et culturels,
- la convention internationale sur l'élimination de toutes les formes de discrimination raciale,
- la convention contre la torture et autres peines ou traitements cruels, inhumains ou dégradants,
- la convention relative au statut des réfugiés de 1967,
- la convention relative au statut des apatrides de 1954,
- la convention sur la réduction des cas d'apatridie de 1961,
- le statut de Rome.